# Wakhi

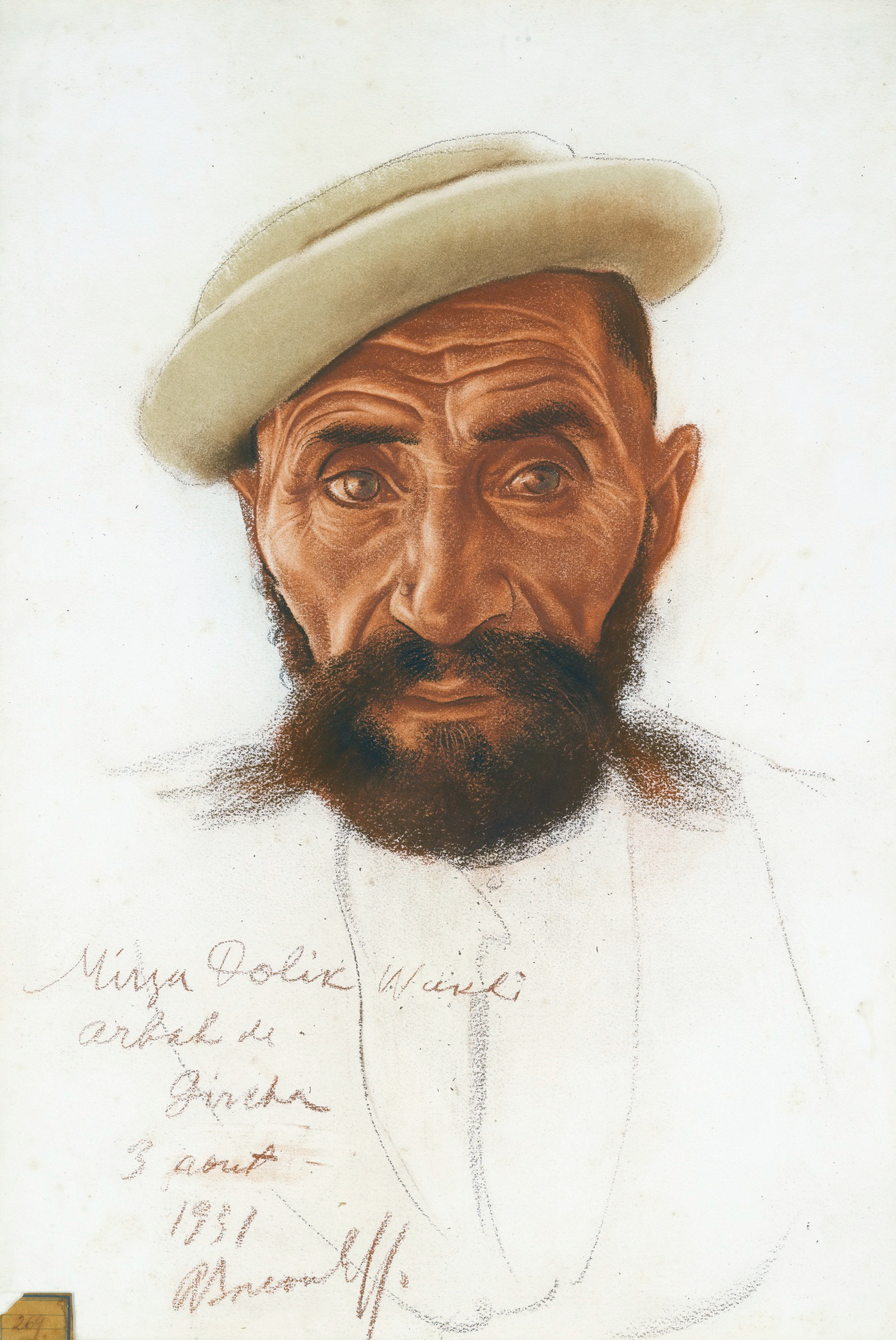
Porträt: Mirza der Wachi von Alexander Jakowlew

Die Wakhi oder Wachi (auch Khik, oder Guhjali im oberen Hunza, Pakistan) sind eine ethnische Gruppe im Wachan in der Badachschan-Region im Nordosten Afghanistans. Sie leben auch in benachbarten Gegenden Tadschikistans, in Xinjiang und in Pakistan, sowohl im Chitral-Distrikt als auch in Gojal. Sie sprechen die südost-iranische Wakhi-Sprache. Der Name Wakhi leitet sich von der englischen Form des Wakhan-Korridors ab, eines Durchganges des Pamir-Gebirges zum Tarim-Becken, durch das auch die Seidenstraße führt. Forscher sehen die Sprache daher möglicherweise enger mit dem ausgestorbenen antiken Sakisch verbunden.

## Bevölkerung und Demografie

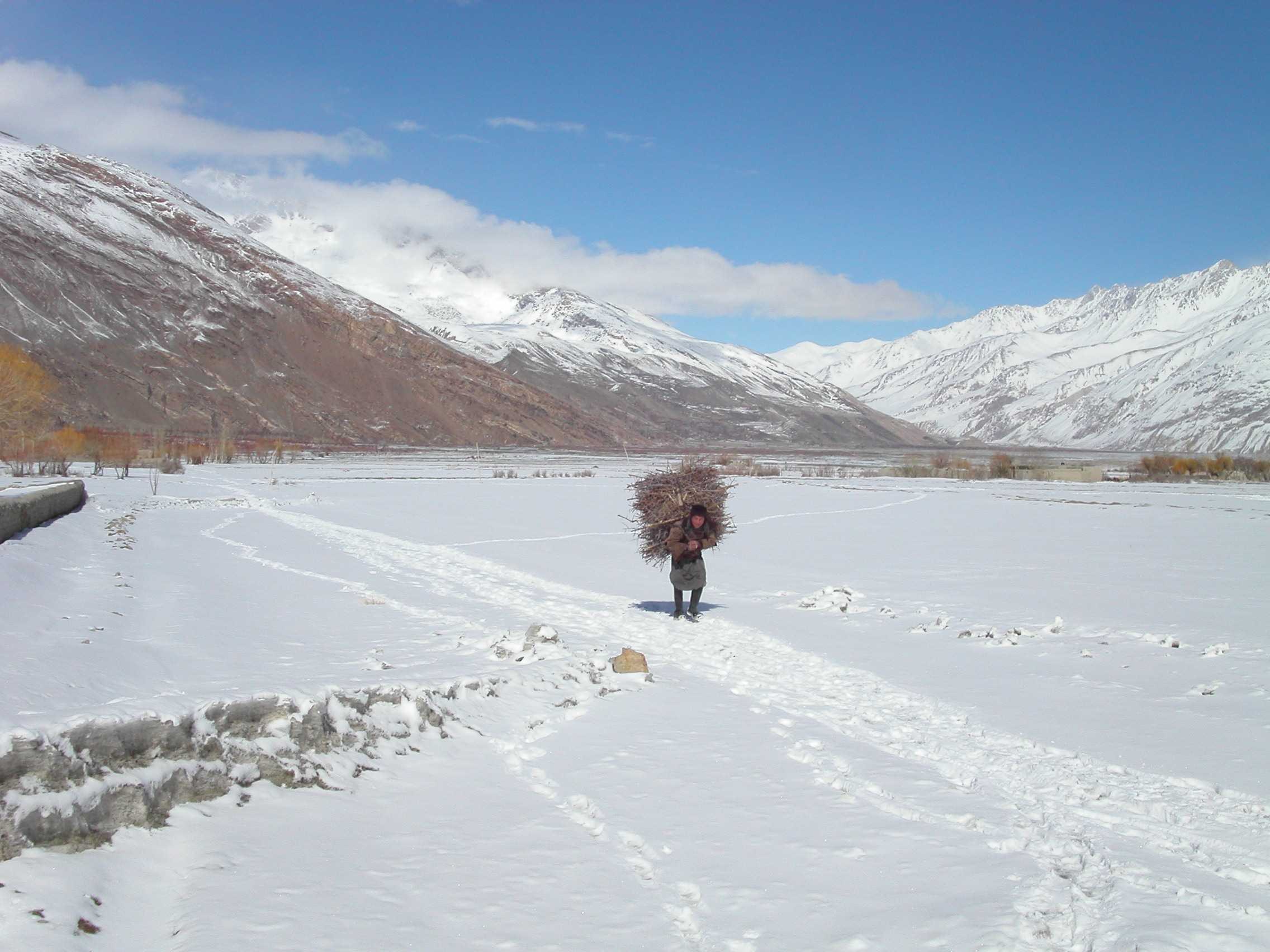
Der Wachankorridor, leicht schneebedeckt. Ein Wachi sammelt Feuerholz.

Eine sehr grobe Schätzung geht von 70.000 bis 100.000 Angehörigen der Wachi-Ethnie aus. Die Bevölkerung ist auf vier Staaten verteilt: Afghanistan, Tadschikistan, Pakistan und China. Im chinesischen Autonomen Gebiet Xinjiang sind die Wachi offiziell als „Tadschiken“ anerkannt und in Afghanistan gelten sie offiziell als „Pamiris“. In Tadschikistan werden die Wachi vom Staat als Tadschiken bezeichnet, obwohl sie sich selbst als Pamiris bezeichnen. In Pakistan nennen sie sich „Pamiris“ und Guhjali. Was die Religionszugehörigkeit betrifft, gehören die Wachi überwiegend zu den Nizariten, einer ismailitischen Gruppe des schiitischen Islam, deren Oberhaupt der Aga Khan ist.

## Wirtschaft
Die Wachi sind in erster Linie Nomaden, die mit ihren Yak- und Pferdeherden umherziehen. Sie haben oft zwei Niederlassungen, eine für den Sommer und eine für den Winter. Ihre Häuser bestehen aus Steinen und Grassode.

## Wakhi Cultural Association
In Pakistan besteht eine Vereinigung der Wachi, die Wakhi Tajik Culture Association Pakistan (WCA). Die Organisation arbeitet mit dem pakistanischen Kultur- und Tourismusministerium und dem Volkskundemuseum Lok Virsa in Islamabad zusammen. Die WCA bezweckt die Erhaltung der Sprache und Kultur der Wachi und zeichnet ihre Poesie und Musik auf. Die WCA hat seit 1984 mehr als 20 Programme veranstaltet, darunter kulturelle Shows, Musikabende und Musikfestivals, in Zusammenarbeit mit Lok Virsa Pakistan, dem Aga Khan Cultural Service Pakistan (AKCSP) und Pakistan Television.

## Medien
Der Sender von Radio Pakistan in Gilgit sendet das Wakhi-Radioprogramm „Sadoyah Boom-e Dunyo“ (Stimme des Dachs der Welt). Eine computergestützte Kodifizierung der Wachi-Schrift ist veröffentlicht worden. Diese dürfte es Forschern ermöglichen, die Dichtung, Literatur und Geschichte der Wachi aufzuzeichnen und zu dokumentieren.